# Alexandre Ediri
Alexandre Ediri (30 de enero de 1998) es un deportista francés que compite en esgrima, especialista en la modalidad de florete.
En los Juegos Europeos de Cracovia 2023 consiguió una medalla de plata en la prueba por equipos. Ganó una medalla de plata en el Campeonato Europeo de Esgrima de 2022, en la prueba por equipos.

## Palmarés internacional
| Juegos Europeos    | Juegos Europeos    | Juegos Europeos  | Juegos Europeos     |
| Año                | Lugar              | Medalla          | Prueba              |
| ------------------ | ------------------ | ---------------- | ------------------- |
| 2023               | Cracovia (Polonia) | Medalla de plata | Florete por equipos |
| Campeonato Europeo |                    |                  |                     |
| Año                | Lugar              | Medalla          | Prueba              |
| 2022               | Antalya (Turquía)  | Medalla de plata | Florete por equipos |